# Vòng loại Giải vô địch bóng đá thế giới 2014 – Khu vực châu Phi (Vòng 3)
Dưới đây là bài chi tiết về Vòng loại giải vô địch bóng đá thế giới 2014 khu vực châu Phi (vòng 3).
Mười đội đầu bảng từ vòng 2 đã được rút ra thành 5 cặp đấu theo thể thức sân nhà - sân khách.
Algeria, Cameroon, Ghana, Bờ Biển Ngà và Nigeria giành chiến thắng và giành quyền tham dự World Cup 2014.

## Hạt giống
Kết quả bốc thăm hạt giống dựa trên bảng xếp hạng FIFA được công bố vào ngày 12 tháng 9 năm 2013.(shown below, with their second-round groups in small brackets).
| Nhóm 1 | Nhóm 2 |
| --- | --- |
| Bờ Biển Ngà (19) (Bảng C) · Ghana (24) (Bảng D) · Algérie (28) (Bảng H) · Nigeria (36) (Bảng F) · Tunisia (46) (Bảng B) · | Ai Cập (50) (Bảng G) · Burkina Faso (51) (Bảng E) · Cameroon (61) (Bảng I) · Sénégal (66) (Bảng J) · Ethiopia (93) (Bảng A) · |

## Kết quả
Lễ bốc thăm phân cặp play-off được tổ chức vào ngày 16 tháng 9 năm 2013 ở Giza, Ai Cập. Các trận đấu diễn ra vào các ngày 11–15 tháng 10 và 15–19 tháng 11 năm 2013.
Tiêu chí xếp hạng
Nếu đội hòa nhau sau loạt hai trận đấu (trên cơ sở kết quả, bàn thắng ghi được, luật bàn thắng sân khách), sau đó một hệ thống Cup sẽ có hiệu lực.
 Định dạng vòng play-off:
Sau khi kết thúc hiệp đấu thứ hai (tức là 90 phút thời gian quy định), 30 phút của hiệp phụ sẽ được thực hiện (2 x 15 phút)
Bàn thắng ghi được trong thời gian hiệp phụ sẽ được quyết định.
- a) Đội ghi số lượng lớn hơn các bàn thắng.
- b) Nếu cả hai đội đều ghi bàn, sau đó nhóm nghiên cứu với bàn thắng.

Nếu không có bàn thắng được ghi trong hiệp phụ, loạt đá luân lưu 11m sẽ được áp dụng, như được mô tả trong luật của các trận đấu.
| Đội 1        | TTS     | Đội 2    | Lượt đi | Lượt về |
| ------------ | ------- | -------- | ------- | ------- |
| Bờ Biển Ngà  | 4–2     | Sénégal  | 3–1     | 1–1     |
| Ethiopia     | 1–4     | Nigeria  | 1–2     | 0–2     |
| Tunisia      | 1–4     | Cameroon | 0–0     | 1–4     |
| Ghana        | 7–3     | Ai Cập   | 6–1     | 1–2     |
| Burkina Faso | 3–3 (a) | Algérie  | 3–2     | 0–1     |

| Bờ Biển Ngà                                        | 3–1      | Sénégal        |
| -------------------------------------------------- | -------- | -------------- |
| Drogba 3' (ph.đ.) · L. Sané 14' (l.n.) · Kalou 49' | Chi tiết | P. Cissé 90+4' |

| Sénégal         | 1–1      | Bờ Biển Ngà |
| --------------- | -------- | ----------- |
| Sow 72' (ph.đ.) | Chi tiết | Kalou 90+4' |

Bờ Biển Ngà thắng với tổng tỉ số 4–2 và giành quyền tham dự World Cup 2014.
| Ethiopia   | 1–2      | Nigeria                  |
| ---------- | -------- | ------------------------ |
| Assefa 57' | Chi tiết | Emenike 67', 90' (ph.đ.) |

| Nigeria                        | 2–0      | Ethiopia |
| ------------------------------ | -------- | -------- |
| Moses 20' (ph.đ.) · Obinna 81' | Chi tiết |          |

Nigeria thắng với tổng tỉ số 4–1 và giành quyền tham dự World Cup 2014.
| Tunisia | 0–0      | Cameroon |
| ------- | -------- | -------- |
|         | Chi tiết |          |

| Cameroon                                  | 4–1      | Tunisia     |
| ----------------------------------------- | -------- | ----------- |
| Webó 3' · Moukandjo 29' · Makoun 65', 85' | Chi tiết | Akaïchi 50' |

Cameroon thắng với tổng tỉ số 4–1 và giành quyền tham dự World Cup 2014.
| Ghana                                                                        | 6–1      | Ai Cập                |
| ---------------------------------------------------------------------------- | -------- | --------------------- |
| Gyan 4', 53' · Gomaa 23' (l.n.) · Waris 44' · Muntari 72' (ph.đ.) · Atsu 88' | Chi tiết | Aboutrika 41' (ph.đ.) |

| Ai Cập              | 2–1      | Ghana       |
| ------------------- | -------- | ----------- |
| Zaki 25' · Gedo 83' | Chi tiết | Boateng 89' |

Ghana thắng với tổng tỉ số 7–3 on và giành quyền tham dự World Cup 2014.
| Burkina Faso                                     | 3–2      | Algérie                    |
| ------------------------------------------------ | -------- | -------------------------- |
| Pitroipa 45+2' · D. Koné 65' · Bancé 86' (ph.đ.) | Chi tiết | Feghouli 50' · Medjani 68' |

| Algérie       | 1–0      | Burkina Faso |
| ------------- | -------- | ------------ |
| Bougherra 49' | Chi tiết |              |

Tổng tỉ số là 3-3. Algeria thắng bằng luật bàn thắng sân khách và giành quyền tham dự World Cup 2014.

## Danh sách cầu thủ ghi bàn
2 bàn
| - Salomon Kalou - Jean Makoun | - Asamoah Gyan | - Emmanuel Emenike |

1 bàn
| - Madjid Bougherra - Sofiane Feghouli - Carl Medjani - Aristide Bancé - Djakaridja Koné - Jonathan Pitroipa - Pierre Webó | - Benjamin Moukandjo - Didier Drogba - Mohamed Aboutrika - Mohamed Nagy Gedo - Amr Zaki - Behailu Assefa - Kevin-Prince Boateng | - Abdul Majeed Waris - Sulley Muntari - Christian Atsu - Victor Moses - Victor Obinna - Papiss Cissé - Moussa Sow - Ahmed Akaïchi |

phản lưới nhà
- Wael Gomaa (trong trận gặp  Ghana)
- Ludovic Sané (trong trận gặp  Bờ Biển Ngà)